# Paradoxo de Frege
O paradoxo de Frege é um problema de semântica e epistemologia. Em "Sobre o Sentido e a Referência" (1892) Frege apresenta um quebra-cabeça envolvendo semântica e epistemologia, e também uma solução para o mesmo. O quebra-cabeça envolve sinônimos e a possibilidade uma pessoa conhecer a relação de sinonímia.	 
Vejamos um exemplo. Os nomes "Cícero" e "Túlio" designam exatamente a mesma pessoa, o filósofo e orador romano. Todavia, as frases "Cícero é Cícero" e "Cícero é Túlio" não tem o mesmo valor cognitivo. "Cícero é Cícero" é uma frase desinteressante que simplesmente expressa a identidade de uma coisa consigo mesma (lei de Leibniz). "Cícero é Túlio", por outro lado, tem valor informativo. Uma pessoa que descobre que "Cícero" e "Túlio" designam a mesma coisa não está meramente descobrindo a relação de identidade que uma coisa tem consigo mesma, pois isso ela já sabia, ao menos implicitamente.	 
Mas, como podem as duas frases serem diferentes do ponto de vista informativo, visto que os nomes envolvidos designam a mesma coisa? (Essa indagação representa um desafio para a concepção a respeito dos nomes conhecida como millianismo . )	 
A solução proposta por Frege para o problema consiste em articular o significado em dois elementos, o sentido (Sinn) e a referência (Bedeutung). (Posição que pode ser contrastada, e.g., com a de Bertrand Russell a partir de "On Denoting" (1905).)	 
Os nomes "Cícero" e "Túlio" têm a mesma referência, o filósofo romano. Mas não têm o mesmo sentido,. É por isso que quem diz "Cícero é Túlio" não está dizendo algo trivial.(Contra a tese de que nomes têm sentido -- uma espécie de descritivismo -- Saul Kripke se insurgiu em Naming and Necessity.)